# Синдром Жильбера
Синдро́м Жильбе́ра (простая семейная холемия, конституциональная гипербилирубинемия, идиопатическая неконъюгированная гипербилирубинемия, негемолитическая семейная желтуха) — пигментный гепатоз, характеризующийся умеренным интермиттирующим повышением содержания свободного (непрямого) билирубина в крови вследствие нарушения внутриклеточного транспорта билирубина в гепатоцитах к месту его соединения с глюкуроновой кислотой, уменьшением степени гипербилирубинемии под действием фенобарбитала и аутосомно-рецессивным типом наследования.
Эта доброкачественная, хронически протекающая болезнь была впервые диагностирована в 1901 году французским гастроэнтерологом Огюстеном Николя Жильбером. Нарушаются синтез белков: лигандин и протеин z

## Эпидемиология
Самая частая форма наследственного пигментного гепатоза, которая выявляется у 1—5 % населения. Синдром распространён среди европейцев (2—5 %), азиатов (3 %) и африканцев (36 %). У мужчин встречается в 8—10 раз чаще, чем у женщин. По данным 2010-х годов в мире насчитывается около 20 % носителей синдрома, которые об этом не подозревают.

## Патогенез
В патогенезе синдрома лежит нарушение захвата билирубина микросомами васкулярного полюса гепатоцита, нарушение его транспорта глутатион-S-трансферазой, доставляющей неконъюгированный билирубин к микросомам гепатоцитов, а также неполноценность фермента микросом уридиндифосфатглюкуронилтрансферазы, при помощи которого осуществляется конъюгация билирубина с глюкуроновой и другими кислотами. Особенностью является увеличение содержания неконъюгированного билирубина, который не растворим в воде, но хорошо растворим в жирах, поэтому может взаимодействовать с фосфолипидами клеточных мембран, в особенности головного мозга, чем объясняется его нейротоксичность.
Существует не менее двух форм синдрома Жильбера. Одна из них характеризуется снижением клиренса билирубина в отсутствие гемолиза, вторая на фоне гемолиза (часто скрытого).

## Морфология
Морфологические изменения в печени характеризуются жировой дистрофией гепатоцитов и накоплением желтовато-коричневого пигмента липофусцина в печёночных клетках, чаще в центре долек по ходу жёлчных капилляров.

## Лечение
1. Индукторы ферментов монооксидазной системы гепатоцитов: фенобарбитал и зиксорин (флумецинол) в дозах от 0,05 до 0,2 г в сутки в течение 2 — 4 нед. Под их влиянием снижается уровень билирубина в крови и исчезают диспептические явления. В процессе лечения фенобарбиталом иногда возникают вялость, сонливость, атаксия. В этих случаях назначаются минимальные количества препарата (0,05 г) перед сном, что позволяет принимать его длительное время. При приёме зиксорина отмечаются хорошая переносимость препарата, отсутствие каких-либо побочных действий. По поводу Зиксорина есть сомнения: с 1998 г. его распространение в России запрещено, а компания производитель (Гедеон Рихтер) его больше не производит. Можно применять кордиамин по 30-40 капель 2-3 раза в день в течение недели. В связи с тем что у значительной части больных наблюдается развитие холецистита и жёлчнокаменной болезни, рекомендуются приём настоев из желчегонных трав, периодическое проведение тюбажей из сорбита (ксилита), карловарской соли и соли «Барбара». Если билирубин достигает 50 мкмоль/л и сопровождается плохим самочувствием, то возможен приём фенобарбитала коротким курсом (30-200 мг/сут. в течение 2-4 недель).
2. Выведение конъюгированного билирубина (усиленный диурез, активированный уголь как адсорбент билирубина в кишечнике);
3. Связывание уже циркулирующего билирубина в крови (введение альбумина в дозе 1 г/кг массы в течение 1 часа). Особенно целесообразно введение альбумина перед заменным переливанием крови;
4. Разрушение билирубина, фиксированного в тканях, тем самым освобождаются периферические рецепторы, которые могут связать новые порции билирубина, предотвращается его проникновение через гематоэнцефалический барьер. Достигается это посредством фототерапии. Максимальный эффект наблюдается при длине волны 450 нм. Лампы с синим светом более эффективны, однако они затрудняют наблюдение за кожей ребёнка. Фотоисточник помещают на расстоянии 40 — 45 см над телом. Глаза необходимо защитить.
5. Стремление избежать провоцирующих факторов (инфекции, физические и психические нагрузки, употребление алкоголя и гепатотоксичных лекарств)
6. Противопоказана инсоляция.[источник не указан 1841 день]
7. Диета с ограничением тугоплавких жиров и продуктов, содержащих консерванты.
8. Витаминотерапия — особенно витамины группы В (за исключением витамина B3, поскольку он повышает уровень билирубина).
9. Санация хронических очагов инфекции и лечение имеющейся патологии желчевыводящих путей.
10. В критических случаях — обменное переливание крови.
11. Возможен курсовой приём гепатопротекторов: Бонджигар, карсил, легалон, хофитол, ЛИВ-52.
12. Желчегонные средства в период обострений
13. Для снижения уровня свободного билирубина целесообразно применять препараты урсодезоксихолиевой кислоты[2][3]

## Диагностика
Клинически может проявляться в любом возрасте, но чаще в юношеском и молодом. Часто больной не подозревает о том, что страдает желтухой, пока она не обнаружится при клиническом осмотре или при проведении лабораторных исследований.

### Физикальные методы обследования
- опрос — указание в анамнезе на периодические эпизоды умеренной желтухи, возникающей чаще после физического перенапряжения или инфекционного заболевания, в том числе гриппа, после продолжительного голодания или соблюдения низкокалорийной диеты, однако у больных с гемолизом уровень билирубина при голодании не повышается;
- осмотр — субиктеричность (лёгкая желтизна) слизистых и кожных покровов.

### Лабораторные исследования
Обязательные:
- общий анализ крови;
- общий анализ мочи;
- уровень билирубина в крови — повышение уровня общего билирубина за счёт непрямой фракции;
- проба с голоданием — повышение уровня билирубина на фоне голодания — В течение 48 часов больной получает питание энергетической ценностью 400 ккал/сутки. В первый день пробы натощак и спустя двое суток определяют билирубин сыворотки крови. При подъёме его на 50 — 100 % проба считается положительной.
- проба с фенобарбиталом — снижение уровня билирубина на фоне приёма фенобарбитала за счёт индуцирования конъюгирующих ферментов печени;
- проба с никотиновой кислотой — в/в введение вызывает повышение уровня билирубина за счёт уменьшения осмотической резистентности эритроцитов;
- анализ кала на стеркобилин — отрицательный;
- молекулярная диагностика: анализ ДНК гена УДФГТ (UGT1A1). Если в промоторной зоне этого гена в обеих аллелях обнаруживается (гомозиготная) мутация, при которой количество ТА повторов превышает нормальную величину, равную 6, то это свидетельствует о синдроме Жильбера);[источник не указан 190 дней]
- ферменты крови: АсАТ, АлАТ, ГГТП, ЩФ — как правило, в пределах нормальных значений или незначительно повышены.

При наличии показаний:
- белки сыворотки крови и их фракции — может наблюдаться увеличение общего белка и диспротеинемия;
- протромбиновое время — в пределах нормы;
- маркеры вирусов гепатита B, С, D — отсутствие маркеров;
- бромсульфалеиновая проба — снижение выделения билирубина на 20 %.

### Инструментальные и другие методы диагностики
Обязательные:
- УЗИ органов брюшной полости — определение размеров и состояние паренхимы печени; размеров, формы, толщины стенок, наличие конкрементов в желчном пузыре и жёлчных протоках.

При наличии показаний:
- чрескожная пункционная биопсия печени с морфологической оценкой биоптата — для исключения хронического гепатита, гепатопортального склероза, цирроза печени.

### Консультации специалистов
Обязательные:
- терапевт.

При наличии показаний:
- клинический генетик — с целью верификации диагноза.

### Дифференциальная диагностика
Проводится с другими гипербилирубинемиями (синдром Криглера-Найяра, Дабина-Джонсона, Ротора), вирусным гепатитом, механической и гемолитической желтухой. Отличительным признаком синдрома Жильбера является семейная, неконъюгированная, негемолитическая гипербилирубинемия. Дифференциально-диагностическим критерием, позволяющим исключить вирусный гепатит, служит отсутствие в сыворотке крови маркеров репликативной и интегративной стадии развития вирусов гепатитов B, С и дельта. В некоторых случаях для разграничения синдрома Жильбера и хронического гепатита с мало выраженной клинической активностью необходима пункционная биопсия печени. В пользу механической желтухи свидетельствуют конъюгированная гипербилирубинемия, наличие опухоли, калькулеза, стриктур желчевыделительной системы и ПЖ, которые подтверждаются путём проведения УЗИ, ЭГДС, КТ и т. д.
Дифференциальная диагностика синдрома Жильбера с синдромами Дабина-Джонсона и Ротора:
- Боли в правом подреберье — редко, если есть — ноющие.
- Зуд кожи — отсутствует.
- Увеличение печени — типично, обычно незначительно.
- Увеличение селезёнки — нет.
- Повышение билирубина в сыворотке крови — преимущественно непрямой (несвязанный).
- Билирубинурия — отсутствует.
- Повышение копропорфиринов в моче — нет
- Активность глюкуронилтрансферазы — снижение.
- Бромсульфалеиновая проба — чаще норма, иногда незначительное снижение клиренса.
- Холецистография — нормальная.
- Биопсия печени — нормальная или отложение липофусцина, жировая дистрофия.

## Профилактика
Соблюдение режима труда, питания, отдыха. Следует избегать значительных физических нагрузок, ограничения жидкости, голодания и гиперинсоляций. В рационе больным, особенно в период обострений, рекомендуется ограничение жирных сортов мяса, жареных и острых блюд, пряностей, консервированных продуктов.

## Прогноз
Прогноз благоприятный, зависит от того как протекает болезнь. Гипербилирубинемия сохраняется пожизненно, однако не сопровождается повышением смертности. Прогрессирующие изменения в печени обычно не развиваются. При страховании жизни таких людей относят к группе обычного риска. При лечении фенобарбиталом или кордиамином уровень билирубина снижается до нормы. Необходимо предупредить больных, что желтуха может появиться после интеркуррентных инфекций, повторных рвот и пропущенного приёма пищи. Отмечена высокая чувствительность больных к различным гепатотоксическим воздействиям (алкоголь, многие лекарства и др.). Возможно развитие воспаления в желчевыводящих путях, жёлчнокаменной болезни, психосоматических расстройств.
Родители детей, страдающих этим синдромом, должны проконсультироваться у генетика перед планированием очередной беременности. Аналогичным образом следует поступать, если у родственников семейной пары, собирающейся иметь детей, диагностирован синдром.